# Wolferstadt
Wolferstadt è un comune tedesco di 1 110 abitanti, situato nel land della Baviera.